# 四川省江油市第一中学
四川省江油市第一中学，简称“一中”，为四川省绵阳市江油市的公办普通高中，位于江油市中坝镇诗仙路东段168号（太白公园旁），创立于1914年，原名四川省立二中，首任校长李宗吾。江油一中于2000年创办成四川省级重点中学，2002年被确定为四川省省级示范高中，现为四川省二级示范性普通高中。

## 历史沿革
- 1914年，四川省省立第二中学在江油成立，为四年制学校。[2][來源可靠？]
- 1922年，省立第二中学改为六年制中学，提供初中与高中教育。
- 1935年，作为江油县立初中迁往省立二中校址。
- 1944年，江油县立初中迁回武都镇。
- 1950年，设立川北省立江油中学。
- 1952年，高中部停办，更名为江油县立初级中学。
- 1970年，受文化大革命冲击，迁往双河口。
- 1973年，学校迁回省立二中原址。
- 1983年，成为高级完全中学，更名为四川省江油县第一中学。
- 1987年，四川省江油县第一中学随着江油撤县建市而更名为四川省江油市第一中学。
- 2000年，四川省江油市第一中学创办为四川省省级重点高中。
- 2002年，四川省江油市第一中学创办为四川省省级示范性高中。
- 2013年，四川省江油市第一中学接受复核并被确认为四川省二级示范性普通高中。[3]

## 现状
江油一中现占地面积100余亩，拥有教职工两百余人，学生近四千人， 近六十个教学班。

### 校园建筑

#### 教学楼
- 荆州楼：荆州楼为汶川地震后重建的主教学楼，通体红色，为江油一中标志性建筑。
- 第二教学楼

#### 学生公寓
- 学生公寓
- 女生高级公寓
- 老宿舍

#### 体育馆
江油一中体育馆呈椭圆形，内部可承担各种文艺活动与篮球、羽毛球、乒乓球比赛等体育赛事。

#### 运动场
在江油一中荆州楼前为具有环形塑胶跑道、篮球场和人造草皮的露天运动场。

#### 学生食堂
学生食堂位于荆州楼西侧。

#### 其他建筑
- 科技楼
- 实验楼
- 教职工宿舍

### 文化建设

#### 校刊校报
- 《百年一中》校报
- 《太白月》校刊[4]

#### 文化节日
- “12.9”艺术节
- 英语节[5]
- 运动会
- 科技节
- “五月颂歌”合唱节

### 社团活动
四川省江油市第一中学有多个学生社团以开展各种活动。
江油一中学生社团（部分）：
- 纪时者摄影社
- 第一中.校园电视广播栏目
- 爱乐歌社
- 朋克社
- 津久动漫社
- 众信社
- 博锐IT社

## 特色

### 红色校园文化
江油一中以“塑造气质，陶冶性情，惠泽心智”为出发点，形成了“红色校园文化”。

### 优秀传统文化
江油一中注重宣传中国优秀传统文化，目标为全力打造“具有丰厚人文内涵的书香校园”。

### 李白文化
按照江油一中官网的陈述，四川省江油市第一中学已经“形成了‘挖掘学校积蕴，传承国学精粹，凸显李白文化’的校园文化主题与特色”。

## 争议
包括江油一中在内的绵阳市众多高中被指责过度应试教育，缺乏对学生综合素质的培养。